# Bree Williamson
Bree Williamson Roberts (* 28. Dezember 1979 in Toronto) ist eine kanadische Schauspielerin.

## Leben
Nach ihrem Abschluss an der Bayview Glen School absolvierte sie ihr Studium an der University of Toronto. 
Sie spielte die Rolle der Jessica Buchanan in Liebe, Lüge, Leidenschaft vom 5. Februar 2003 bis zur Einstellung der Serie im Jahre 2012. 
2009, 2010 und 2011 wurde Williamson für einen Daytime Emmy Award für die Darstellung der Jessica Buchanan nominiert. 
Seit 2017 ist Williamson in der zweiten Staffel der Serie Private Eyes als Melanie Parker zu sehen.
Am 29. Dezember 2005 heiratete Williamson Josh Evans und wurde 2007 wieder geschieden. Ihre zweite Ehe ging sie 2008 mit Michael Roberts ein. Ihr erstes gemeinsames Kind, McGreggor Edward Roberts, wurde am 21. September 2010 geboren.

## Filmografie
- 1999: Zweimal im Leben (Twice in a Lifetime, Fernsehserie, Folge School’s Out)
- 2001: Doc (Fernsehserie, Folge You Gotta Have Heart)
- 2001: Mission Erde – Sie sind unter uns (Earth: Final Conflict, Fernsehserie, Folge Termination)
- 2002: Odyssey 5 (Fernsehserie, Folge Kitten)
- 2002: Mutant X (Fernsehserie, Folge Crossroads of the Soul)
- 2002: Adam & Eve
- 2002–2012: Liebe, Lüge, Leidenschaft (One Life to Live, Fernsehserie)
- 2009–2010: Gossip Girl (Fernsehserie, 2 Folgen)
- 2010: Criminal Intent – Verbrechen im Visier (Fernsehserie, Folge Kriegsschuld)
- 2012: Haven (Fernsehserie, 11 Folgen)
- 2013: Deception (Fernsehserie, 6 Folgen)
- 2013: CSI: Vegas (Fernsehserie, Folge Kleine Morde unter Freunden)
- 2013: Murder in a Small Town (Fernsehfilm)
- 2014: True Detective (Fernsehserie, Folge Der verschlossene Raum)
- 2014: Gordon Ramsays Höllenküche (Hell's Kitchen, Fernsehserie, Folge 5 Chefs Compete)
- 2015: A Mother Betrayed (Fernsehfilm)
- 2015: Chicago Fire (Fernsehserie, 2 Folgen)
- 2015: Heart of the Matter (Fernsehfilm)
- 2015–2016: TripTank (Fernsehserie, 7 Folgen, Stimme)
- 2016: General Hospital (Fernsehserie)
- 2016: A Beginner's Guide to Snuff
- 2016: The Unwilling
- 2016: Castle (Fernsehserie, Folge Backstabber)
- 2017: Mommy’s Little Boy (Fernsehfilm)
- 2017: The Wrong Nanny
- 2017–2018: Private Eyes (Fernsehserie, 6 Folgen)
- 2018: Intensive Care
- 2019: Fatal Friend Request
- 2020: A Family’s Nightmare (Fernsehfilm)
- 2020: Mommy is a Murderer
- 2020: Deadly Second Chances (Fernsehfilm)